# Троицкий, Игорь Анатольевич
И́горь Анатольевич Тро́ицкий (латыш. Igors Troickis; 11 января 1969) — советский и латвийский футболист, защитник.

## Карьера
Начинал в клубе 2-й лиги чемпионата СССР — РАФ. С 1992 играл в чемпионате Латвии. С 1997 — в России, играл в «Балтике», ЦСК ВВС-«Кристалле», «Локомотиве» (СПб). В 2000 вернулся в Латвию. Завершал карьеру в клубах «Вентспилс» и «Рига».
Сыграл 41 игру за сборную Латвии.

## Достижения
- Чемпион Латвии: 1992, 1993, 1994, 1995, 1996
- Серебряный призёр чемпионата Латвии: 2000, 2001, 2002
- Бронзовый призёр чемпионата Латвии: 2003
- Обладатель Кубка Латвии: 1995, 2003